# 1268 год
1268 (ты́сяча две́сти шестьдеся́т восьмо́й) год  по юлианскому календарю — високосный год, начинающийся в воскресенье. Это 1268 год нашей эры, 8‑й год 7‑го десятилетия XIII века 2‑го тысячелетия, 9‑й год 1260‑х годов. Он закончился 757 лет назад.
| Пн | Вт | Ср | Чт | Пт | Сб | Вс |
|    |    |    |    |    |    | 1  |
| 2  | 3  | 4  | 5  | 6  | 7  | 8  |
| 9  | 10 | 11 | 12 | 13 | 14 | 15 |
| 16 | 17 | 18 | 19 | 20 | 21 | 22 |
| 23 | 24 | 25 | 26 | 27 | 28 | 29 |
| 30 | 31 |    |    |    |    |    |

| Пн | Вт | Ср | Чт | Пт | Сб | Вс |
|    |    | 1  | 2  | 3  | 4  | 5  |
| 6  | 7  | 8  | 9  | 10 | 11 | 12 |
| 13 | 14 | 15 | 16 | 17 | 18 | 19 |
| 20 | 21 | 22 | 23 | 24 | 25 | 26 |
| 27 | 28 | 29 |    |    |    |    |

| Пн | Вт | Ср | Чт | Пт | Сб | Вс |
|    |    |    | 1  | 2  | 3  | 4  |
| 5  | 6  | 7  | 8  | 9  | 10 | 11 |
| 12 | 13 | 14 | 15 | 16 | 17 | 18 |
| 19 | 20 | 21 | 22 | 23 | 24 | 25 |
| 26 | 27 | 28 | 29 | 30 | 31 |    |

| Пн | Вт | Ср | Чт | Пт | Сб | Вс |
|    |    |    |    |    |    | 1  |
| 2  | 3  | 4  | 5  | 6  | 7  | 8  |
| 9  | 10 | 11 | 12 | 13 | 14 | 15 |
| 16 | 17 | 18 | 19 | 20 | 21 | 22 |
| 23 | 24 | 25 | 26 | 27 | 28 | 29 |
| 30 |    |    |    |    |    |    |

| Пн | Вт | Ср | Чт | Пт | Сб | Вс |
|    | 1  | 2  | 3  | 4  | 5  | 6  |
| 7  | 8  | 9  | 10 | 11 | 12 | 13 |
| 14 | 15 | 16 | 17 | 18 | 19 | 20 |
| 21 | 22 | 23 | 24 | 25 | 26 | 27 |
| 28 | 29 | 30 | 31 |    |    |    |

| Пн | Вт | Ср | Чт | Пт | Сб | Вс |
|    |    |    |    | 1  | 2  | 3  |
| 4  | 5  | 6  | 7  | 8  | 9  | 10 |
| 11 | 12 | 13 | 14 | 15 | 16 | 17 |
| 18 | 19 | 20 | 21 | 22 | 23 | 24 |
| 25 | 26 | 27 | 28 | 29 | 30 |    |

| Пн | Вт | Ср | Чт | Пт | Сб | Вс |
|    |    |    |    |    |    | 1  |
| 2  | 3  | 4  | 5  | 6  | 7  | 8  |
| 9  | 10 | 11 | 12 | 13 | 14 | 15 |
| 16 | 17 | 18 | 19 | 20 | 21 | 22 |
| 23 | 24 | 25 | 26 | 27 | 28 | 29 |
| 30 | 31 |    |    |    |    |    |

| Пн | Вт | Ср | Чт | Пт | Сб | Вс |
|    |    | 1  | 2  | 3  | 4  | 5  |
| 6  | 7  | 8  | 9  | 10 | 11 | 12 |
| 13 | 14 | 15 | 16 | 17 | 18 | 19 |
| 20 | 21 | 22 | 23 | 24 | 25 | 26 |
| 27 | 28 | 29 | 30 | 31 |    |    |

| Пн | Вт | Ср | Чт | Пт | Сб | Вс |
|    |    |    |    |    | 1  | 2  |
| 3  | 4  | 5  | 6  | 7  | 8  | 9  |
| 10 | 11 | 12 | 13 | 14 | 15 | 16 |
| 17 | 18 | 19 | 20 | 21 | 22 | 23 |
| 24 | 25 | 26 | 27 | 28 | 29 | 30 |

| Пн | Вт | Ср | Чт | Пт | Сб | Вс |
| 1  | 2  | 3  | 4  | 5  | 6  | 7  |
| 8  | 9  | 10 | 11 | 12 | 13 | 14 |
| 15 | 16 | 17 | 18 | 19 | 20 | 21 |
| 22 | 23 | 24 | 25 | 26 | 27 | 28 |
| 29 | 30 | 31 |    |    |    |    |

| Пн | Вт | Ср | Чт | Пт | Сб | Вс |
|    |    |    | 1  | 2  | 3  | 4  |
| 5  | 6  | 7  | 8  | 9  | 10 | 11 |
| 12 | 13 | 14 | 15 | 16 | 17 | 18 |
| 19 | 20 | 21 | 22 | 23 | 24 | 25 |
| 26 | 27 | 28 | 29 | 30 |    |    |

| Пн | Вт | Ср | Чт | Пт | Сб | Вс |
|    |    |    |    |    | 1  | 2  |
| 3  | 4  | 5  | 6  | 7  | 8  | 9  |
| 10 | 11 | 12 | 13 | 14 | 15 | 16 |
| 17 | 18 | 19 | 20 | 21 | 22 | 23 |
| 24 | 25 | 26 | 27 | 28 | 29 | 30 |
| 31 |    |    |    |    |    |    |

## События

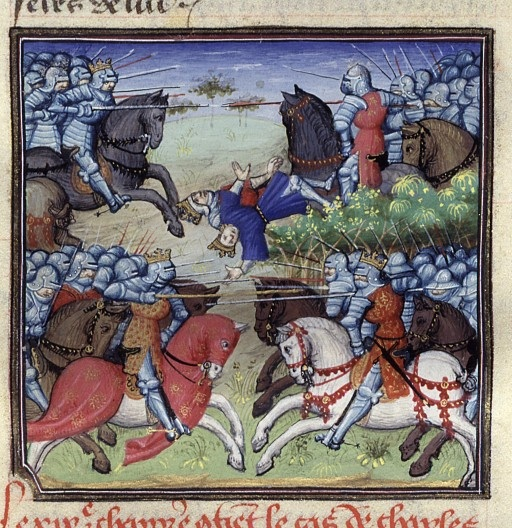
Битва при Тальякоццо 1268 года

- 1256—1270 — Война Святого Саввы. Вооружённый конфликт в крестоносных государствах Палестины между генуэзцами, при содействии владетеля Тира Филиппа де Монфора и рыцарей-госпитальеров с одной стороны и венецианцами, в союзе с Пизой, провансальцами, тамплиерами и большинством палестинских баронов — с другой (часть Венецианско-генуэзский войн)[1].
- 1260—1274 — Второе прусское восстание против Тевтонского ордена[2].

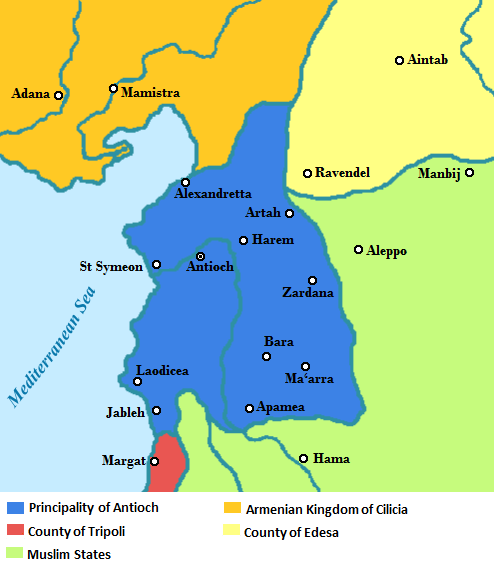
Карта Княжества Антиохия

- Март—май — мамлюкский султан Египта Бейбарс I захватывает Яффу, через месяц, после десятидневной осады, — замок Бофор (15 апреля), а затем берёт штурмом Антиохию и завоёвывает земли Антиохийского княжества. Антиохия полностью разрушена:
  - Осада Антиохии. Захват мамлюками Антиохии. Город уже испытывал осады в 1097 и 1098 годах. До осады Антиохийское княжество уже почти полностью было завоевано мусульманами (Бейбарс I в переговорах о сдаче города даже присвоил себе титул «князь Антиохийский»), и падение города было лишь символическим завершением падения всего княжества[3].

- 23 августа — Конрадин, последний Гогенштауфен, разбит Карлом Анжуйским, братом французского короля, при Тальякоццо. На территории Сицилии и Неаполя устанавливается власть Анжуйской ветви дома Капетингов[4].
- Король Сербии Стефан Урош I вторгся с войском в венгерский банат Мачва. Сербы опустошили Мачву. Венгры во главе с Белой Ростиславичем разгромили сербов. Король Стефан Урош был взят в плен, откуда вынужден был себя выкупать.
- Венгерский королевич Иштван V начал войну с Болгарией.
- Византийский император Михаил VIII Палеолог подписал перемирие с Венецианской республикой. Война Генуи и Венеции все ещё продолжается.
- В скандинавских источниках сохранилось известие относительно торгового места Бьёрке (впоследствии Койвисто, ныне город Приморск Калининградской области), что оно находилось «под миром и защитой (шведского) короля  Вальдемара Биргерссона и Новгорода». Договор, предусматривающий такое совместное владение балтийской гаванью, до нас не дошёл.

### Монгольская империя
- 1252—1279 — Монгольское завоевание империи Южная Сун[5].
- 1267—1272 — осада монголами города Сянъяна.
- 1268, 1271 — Монголы посылают в Японию послов с требованием подчиниться власти великого хана. Сиккэны не дают на эти послания ответа.

## Русь

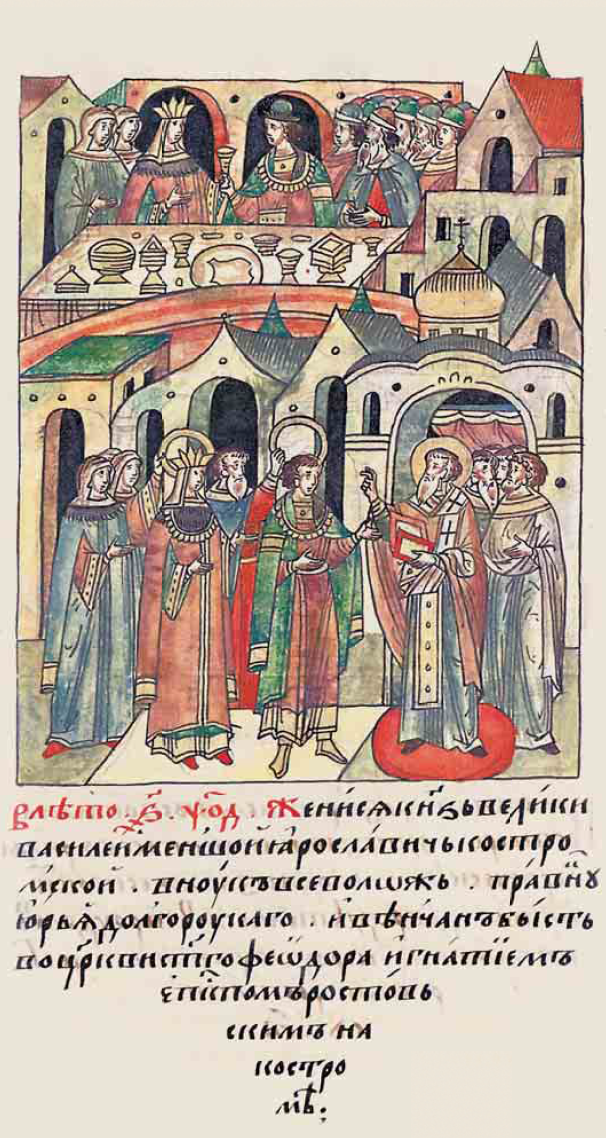
Венчание костромского князя Василия Ярославича в 1268 году, Лицевой летописный свод.

Правление: 1264—1272 — Ярослав III Ярославич
- 1268—1269 — начался Ливонский поход на Русь[6].
- Январь — новгородцы посылают за князем Ярославом Ярославичем в Переяславль-Залесский для совместного похода против датчан, воздвигающих укрепления и противодействующих торговле[7].
- Январь — по просьбе новгородцев Ярослав Ярославич посылает им на помощь сыновей Святослава и Михаила для участия в походе на г. Раковор (датская крепость Везенберг, с 1917 г. Раквере, сов. Эстония)[7][8].
- 23 января — перед походом, новгородцы заключают с рыцарями Тевтонского ордена договор о нейтралитете. Дмитрий Александрович во главе войск из В.Новгорода, Пскова и Суздальской земли выступает к городу Раковору[7].
- 18 февраля — Раковорская битва, разгром датчан и рыцарей-крестоносцев Ливонского ордена, нарушившим договор о нейтралитете в кровополитном сражении с псковским князем Довмонтом и новгородским князем Юрием Андреевичем. Простояв три дня после битвы, русское войско возвратилось в В.Новгород (по лифляндскому историку Хр. Кельху наши потери составили 5000 воинов, в этом же сражении погиб дерптский епископ Александр)[7].
- В гостях у волынского князя Василька Романовича во Владимире-Волынском князь Лев Данилович убивает литовского князя Войшелк (возможно 1267), передавшего верховную власть в Великом княжестве литовском младшему брату Льва Даниловича — Шварну Даниловичу[9].

## Начало правления

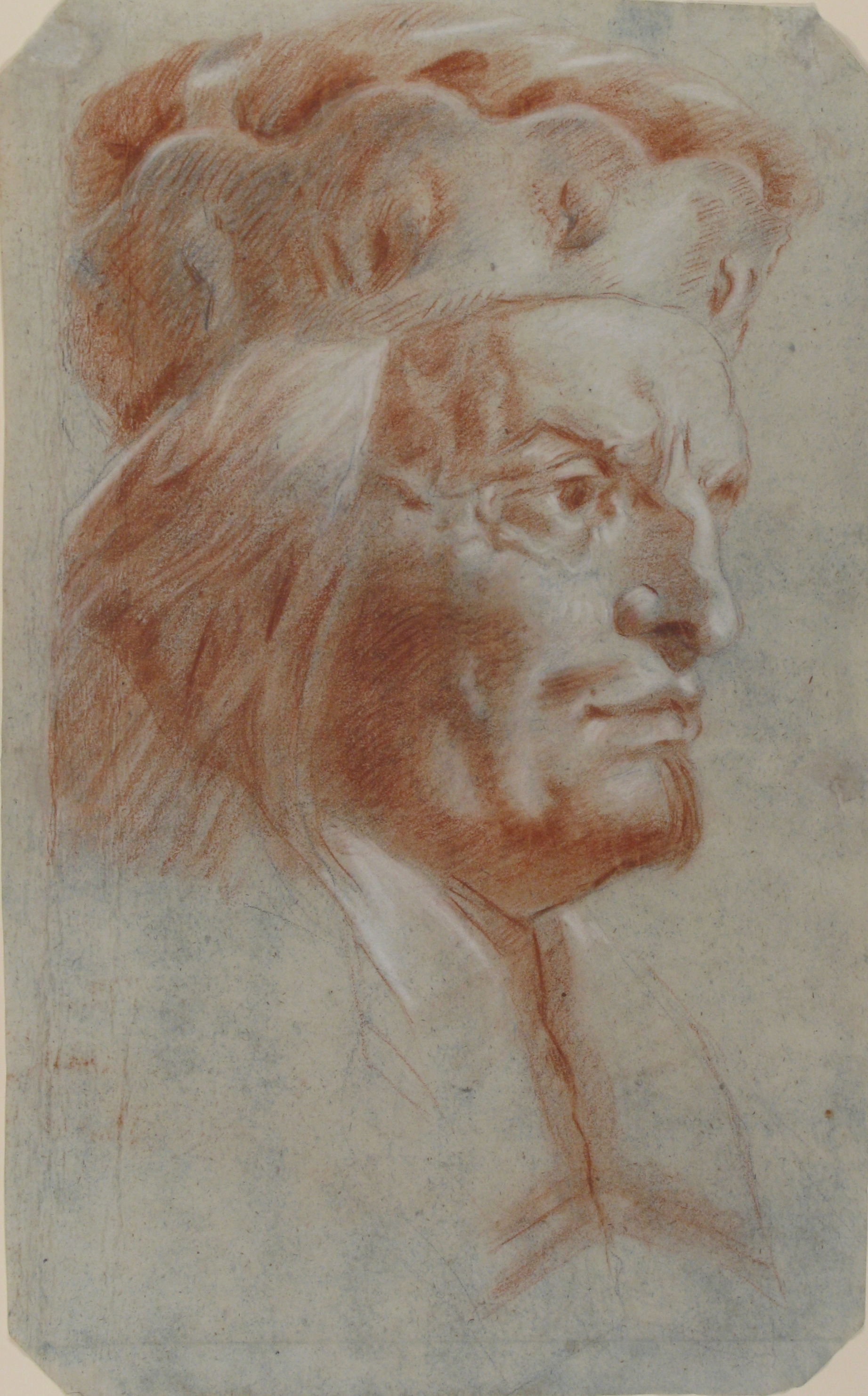
дож Венеции Лоренцо Тьеполо

См.также: Список глав государств в 1268 году
- Венецианская республика — дож Лоренцо Тьеполо (23 июля 1268 — 15 августа 1275).
- Неаполь и Сицилия — король Карл Анжуйский (1268—1285).
- Сингасари — Кертанагара (1268—1292).

## Родились
См. также: Категория:Родившиеся в 1268 году
- 16 августа — Филипп IV Красивый, король Франции (1285—1314).
- Луиджи Гонзага — народный капитан Мантуи и имперский викарий Священной Римской империи.
- Эрик II Магнуссон — король Норвегии (1280—1299).

- Около 1268 — Матильда (Маго), графиня Артуа, тёща королей Филиппа V Длинного и Карла IV Красивого; единственная женщина, удостоенная звания пэра Франции (1309).

## Скончались

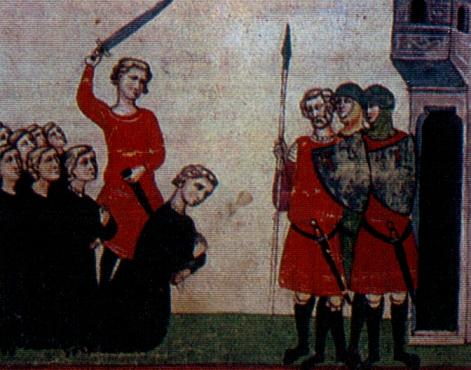
Изображение казни Конрадина на миниатюре XIV века

См. также: Категория:Умершие в 1268 году
- 18 февраля — новгородский посадник Михаил Фёдорович.
- 15 мая — Пьер II Шарлемань, граф Савойи.
- 7 июля — Реньеро Дзено, дож Венеции.
- 29 октября — казнены по приказу Карла I Анжуйского
  - Конрадин, последний законный отпрыск императорского дома Гогенштауфенов, сын Конрада IV, внук императора Фридриха II,

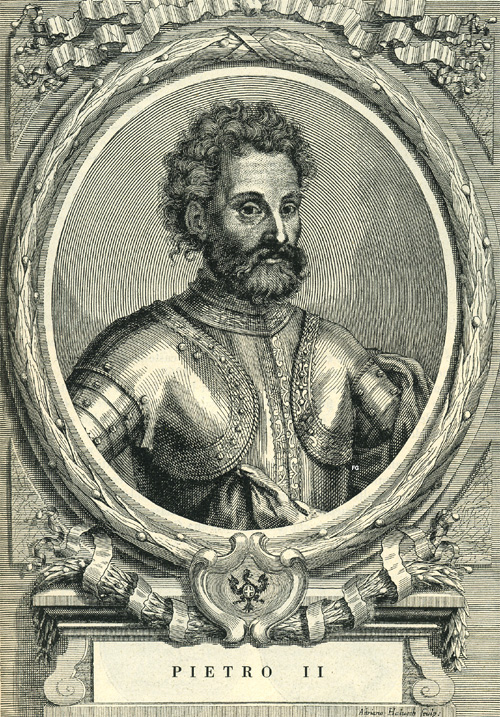
Пьер II Шарлемань

- Фридрих I Церинген, маркграф Бадена (с 1250), герцог Австрии и Штирии (1250—1251)

- 29 ноября — Климент IV, папа римский.
- Дугал III — правитель Гарморана (с 1240-х) и король Островов (1249—1266 год).

## Природные явления и стихийные бедствия
- 13 мая — кольцеобразное солнечное затмение. Область наилучшей видимости — в экваториальных и тропических широтах южного полушария. Максимум затмения — в точке с координатами 7°12′ ю. ш. 69°54′ з. д.HGЯO[10].
- 6 ноября — полное солнечное затмение. Область наилучшей видимости — в экваториальных и тропических широтах северного полушария. Максимум затмения — в точке с координатами 11°12′ с. ш. 88°48′ в. д.HGЯO[11].
- 60 тысяч человек гибнет в результате землетрясения в Киликийском армянском государстве.